# Юхари-Ярак
Юхари-Ярак (таб. Заан Яракк, Ярку) — село в Хивском районе Дагестана. Входит в состав Ашага-Яракского сельсовета.

## География
Село находится на берегу реки Яргильнир, на расстоянии 10 км к северо-востоку от села Хив, административного центра района.

## Население
| 1895 | 1926 | 1939 | 1970 | 1989 | 2002 | 2010 |
| ---- | ---- | ---- | ---- | ---- | ---- | ---- |
| 342  | ↗359 | ↗411 | ↗425 | ↘373 | ↘342 | ↗349 |
| 2021 |      |      |      |      |      |      |
| ↘312 |      |      |      |      |      |      |

## Известные уроженцы
- Юсуфов, Раюдин Айдакадиевич (род. 1967) — российский государственный деятель. Заслуженный экономист Российской Федерации.